# خدنگ باریک
خدنگ باریک (نام علمی: Galerella sanguinea) نام یک گونه از سرده باریک‌خدنگ‌ها است.

## توضیحات
خدنگ باریک دارای بدن باریک و لاغر، که قد آن ۲۷٫۵ الی ۴۰ سانتی‌متر و طول دم آن ۲۳ الی ۳۳ سانتی‌متر است. وزن مذکر این حیوان ۶۴۰-۷۱۵ گرم و وزن جنس مونث آن ۴۶۰-۵۷۵ گرم است.

## رفتار
خدنگ باریک عموماً تنها یا جفت زندگی می‌کند.